# Thaïs (film, 1917)
Pour les articles homonymes, voir Thaïs.
Pour plus de détails, voir Fiche technique et Distribution.
Thaïs ou Perfido incanto 
est un film italien de Anton Giulio Bragaglia sorti en 1917.

## Synopsis
Le film raconte les histoires amoureuses troubles de la « diva-film » typique de l'époque.
La splendide comtesse russe Thaïs Galitzy est une séductrice perfide qui s'attaque principalement à des hommes mariés provoquant leur ruine.
Quand elle séduit le mari de sa meilleure amie, celle-ci meurt en tombant de cheval, il s'agit probablement d'un suicide. Prise de remords, Thaïs finit par se suicider dans sa villa-labyrinthe.

## Caractéristiques

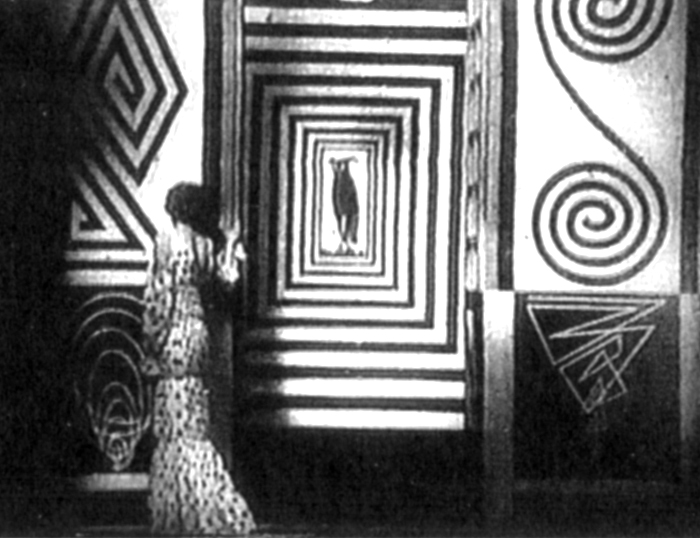
Une scène

Le film se caractérise par son décor inspiré par le mouvement futuriste.
C'est le peintre Enrico Prampolini qui a dessiné les scénographies de la villa de la comtesse faisant usage des formes géométriques basées sur un fort contraste noir / blanc : spirale, losanges, échiquiers, figures symboliques (chats, masques crachant la fumée). Les scènes peintes interagissent souvent avec les personnages, créant un monde d'illusions où il est difficile de distinguer la réalité de la fiction, les objets et la profondeur réelle par rapport à celles dessinées.
Les sources d'inspiration de Prampolini furent le  liberty ainsi que l'art symboliste, avec les sinistres figures présages de la mort.
Les visions opprimantes et anti naturalistes sont probablement le préambule du cinéma expressionniste allemand, qui s'inspira du style de Prampolini.

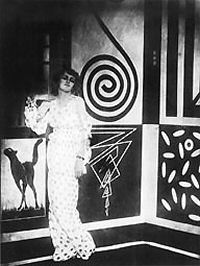
Une scène
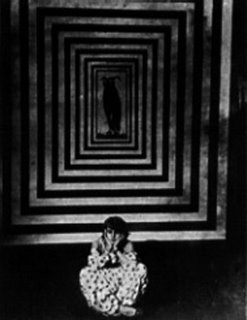
Une scène
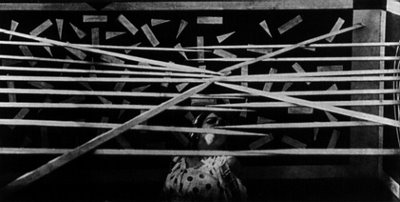
Une grille en poteaux pointus
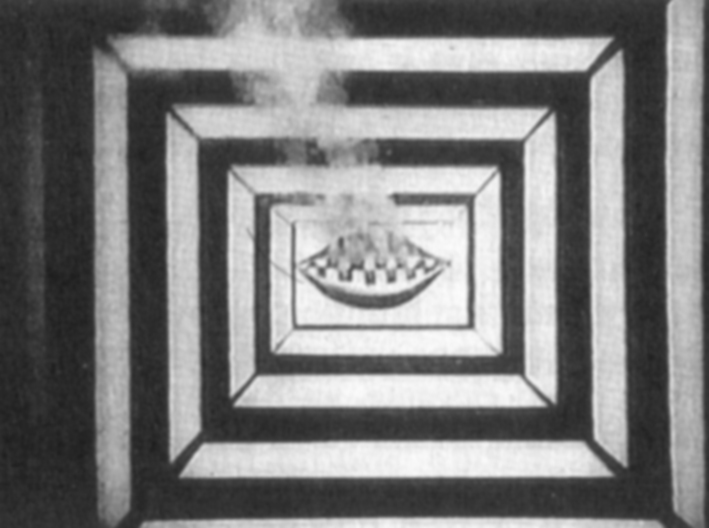
Une scénographie

## Fiche technique
- Titre original : Thaïs ou Perfido incanto
- Titre français: Les Possédées
- Réalisation :Anton Giulio Bragaglia
- Scénario :Riccardo Cassano
- Mise en scène : Riccardo Cassano
- Décors : Enrico Prampolini
- Musique :
- Photographie :
- Montage :
- Production :
- Maison de production :Novissima Film
- Société de distribution :
- Pays d'origine :  Royaume d'Italie
- Langue originale : italien
- Format couleur:Noir et Blanc
- Genre :Drame
- Durée :
- Dates de sortie : 
  -  Royaume d'Italie : 4 octobre 1917
  -  France :

## Acteurs
- Augusto Bandini: Oscar
- Alberto Casanova: un avventore
- Vera Preobrajenska: Thaïs Galitzy
- Ileana Leonidoff: Bianca Stagno-Bellincioni
- Dante Paletti:
- Mario Parpagnoli: Conte de San Remo